# Andimáchia
Andimáchia(řecky: Αντιμάχεια) je město nacházející se na řeckém ostrově Kós. Leží 23 kilometrů od Kósu, hlavního města ostrova. Město bylo postaveno na náhorní plošině uprostřed ostrova Kósu. Novým symbolem města se stal větrný mlýn, který se tam nachází. Je to jediný funkční takový mlýn na ostrově. Za silného větru se dá ještě dnes umlít až 800 kilogramů mouky denně.

## Členění komunity
- Komunita Andimáchia se skládá z vlastního města Andimáchia (2538) a vesnice Mastichari (470).

## Hrad

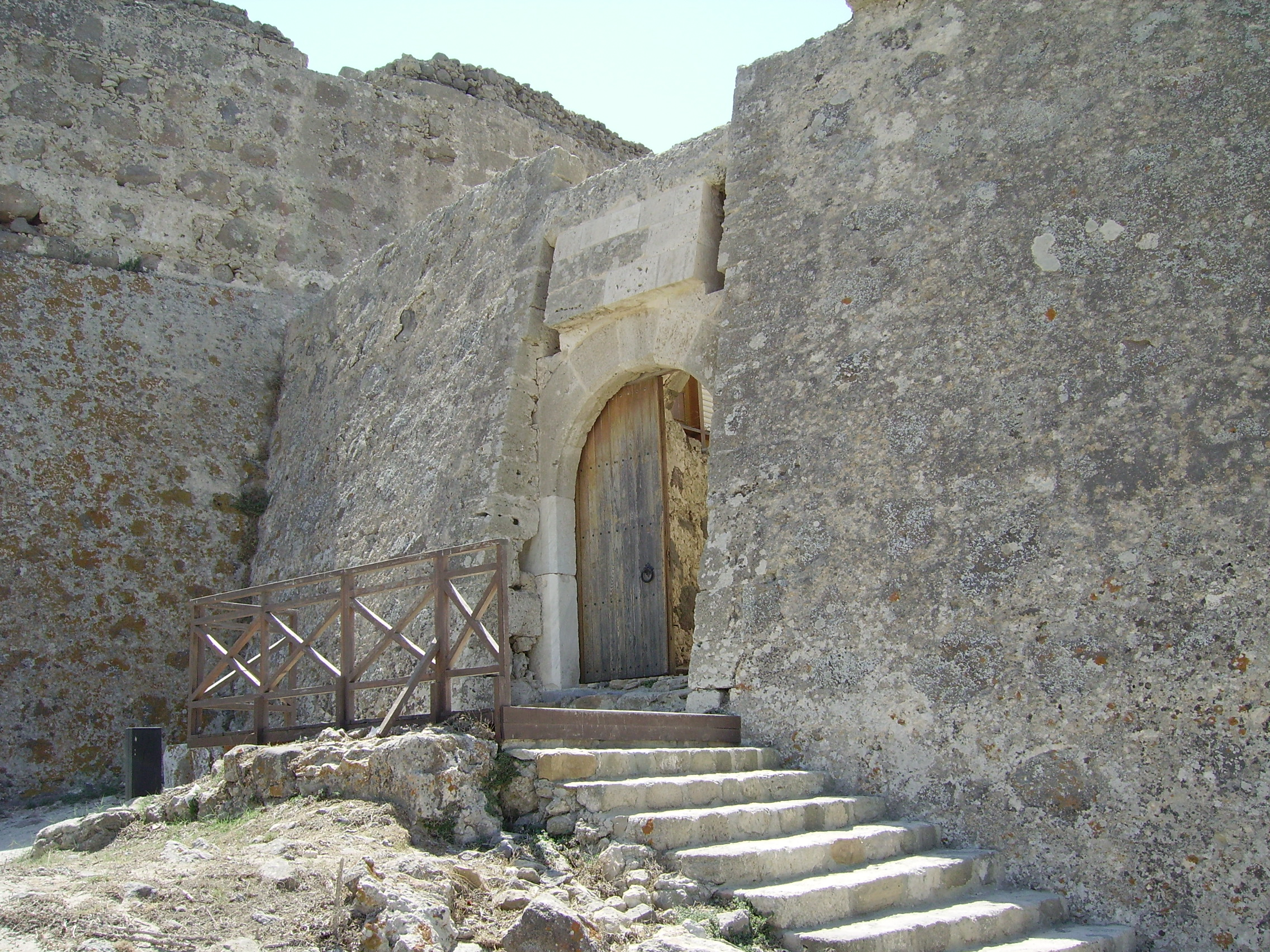
Hrad v Andimáchii

Maltézský kříž

Na malém kopci nad Andimáchií leží benátský hrad, známý jako andimáchský hrad. Byl postaven na začátku 14. století řádem rytířů svatého Jana, kteří vstoupili do historie jako johanité nebo později maltézští rytíři. Práce byly ještě intenzivnější na konci 15. století, zejména v roce 1494, pravděpodobně kvůli turecké hrozbě. Tento letopočet je vidět nad vstupní bránou. Zachovalo se vnější opevnění a uvnitř hradu dva chrámy. Chrám sv. Paraskevi (Agia Paraskevi) z počátku 18. století a sv. Mikuláše (Agios Nikolaos) ze století šestnáctého.